# یواس‌اس مندوتا (۱۸۶۳)
یواس‌اس مندوتا (۱۸۶۳) (به انگلیسی: USS Mendota (1863)) یک کشتی بود که طول آن ۲۰۵ فوت (۶۲ متر) بود. این کشتی در سال ۱۸۶۳ ساخته شد.